# Neumáticos para drifting

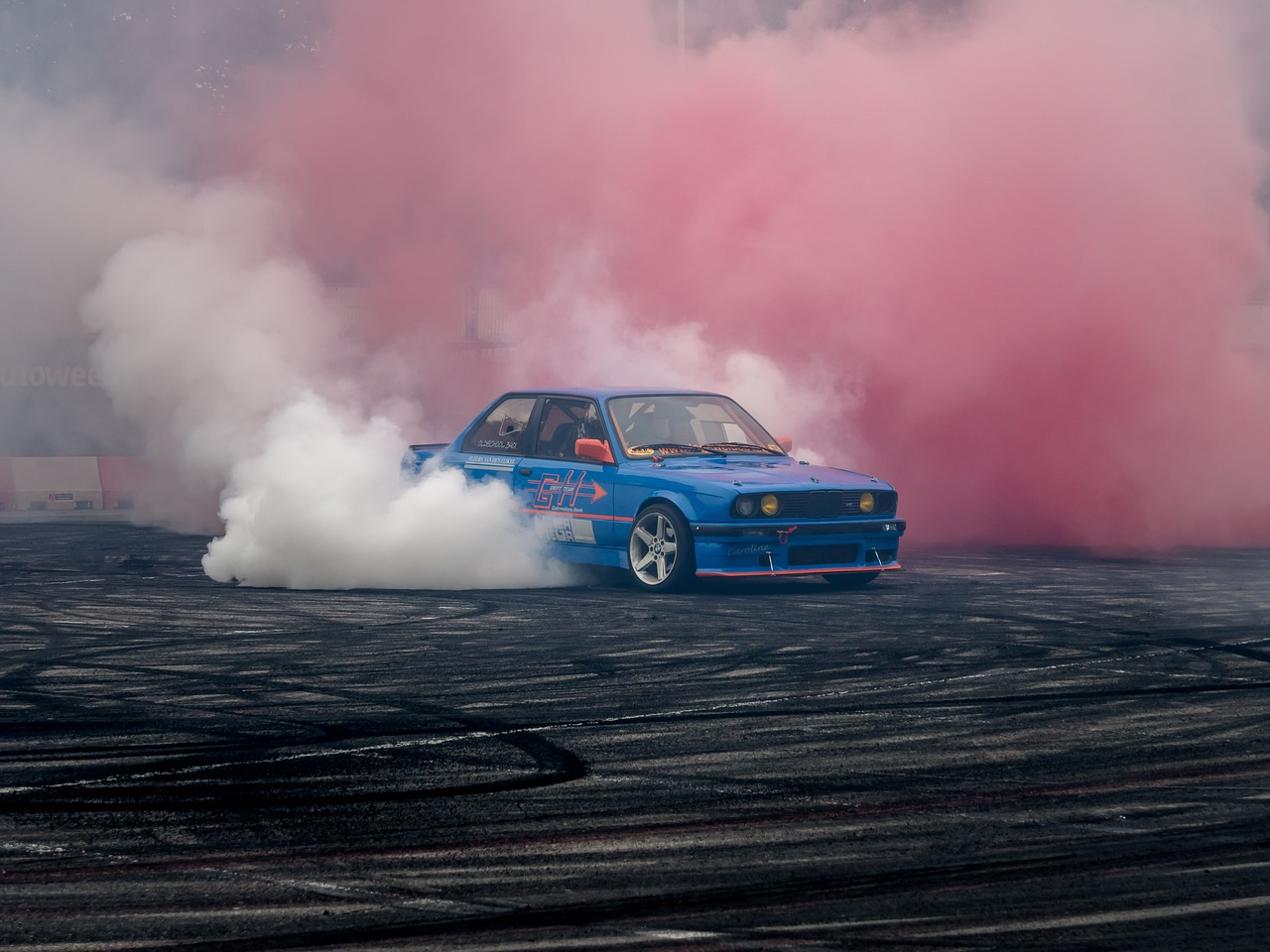

En el Drifting se toman las curvas a velocidades altas así se consigue hacer derrapar los neumáticos. Este comportamiento es agresivo para los neumáticos, por eso se utilizan neumáticos especialmente diseñados para drifting. Unos neumáticos normales no soportarían su uso en esta disciplina. Los neumáticos utilizado en drifting suelen tener patrones de rodadura especiales: poco profundos, sus ranuras son anchas, las nervaduras centrales están especialmente fortalecidas. Están fabricados con caucho vulcanizado de alta dureza. Estas características otorgan resistencia y durabilidad a los neumáticos. 

## Tipo de neumáticos utilizados en el drifting
Los neumáticos delanteros y traseros presentan características diferentes:
- Los neumáticos delanteros deben tener un patrón en la banda de rodadura de diseño amplio y agresivo. Suelen presentar una forma de V, en ocasiones con surcos y ranuras anchas y profundas. El nervio central es más resistente al estrés y a la presión, para no ser dañado por calor. Los laterales están fortalecidos para reducir la fricción y favorecer un firme agarre a la superficie.
- Los neumáticos traseros, que son los que realmente derrapan, su banda de rodadura suele ser menos profunda o carecer de ella. Esto facilita la maniobrabilidad y reduce el calor y la fricción.

La durabilidad también es importante en este tipo de neumáticos. El drifting reduce el dibujo de la banda de rodadura y afecta al material de los mismos. El caucho con el que están fabricados debe ser resistente a la presión y al estrés, para evitar quemaduras.

## Tamaño de los neumáticos de drifting

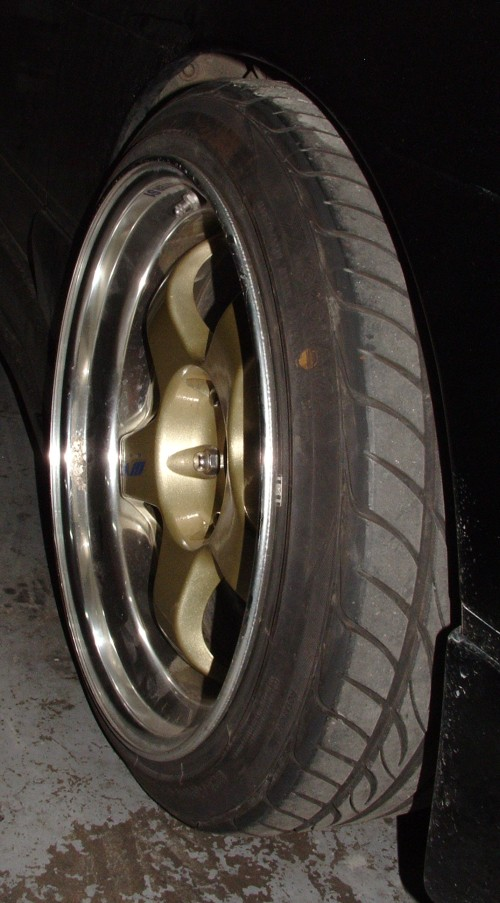
Neumático especial para Drifting

El tamaño varía en función del vehículo utilizado. Teniendo en cuenta el rango de medidas adecuadas para cada vehículo, para drifting son recomendables los neumáticos que presentan un tamaño mayor y con un perfil bajo. 
- Los coches para Drift requieren neumáticos anchos, con ello se consigue que el agarre sea mejor al abarcar una mayor parte de la superficie. Esto mantiene una mejor estabilidad y equilibrio del coche.
- El perfil bajo reduce la fuerza de torsión que el coche necesita para que los neumáticos giren.

En función de los objetivos de conducción en el drifting el tamaño de neumáticos varía. Para una mayor aceleración, se usan neumáticos más angostos y pequeños. Para conseguir la máxima velocidad se utilizan neumáticos más altos.

## Efecto del drifting en los neumáticos
El drifting es agresivo para los neumáticos. Los patrones de rodadura se desgastan con mayor facilidad y afecta a su rendimiento. Por eso se utilizan neumáticos con surcos poco profundos para reducir la excesiva resistencia y la fricción.
El drifting puede provocar un excesivo recalentamiento en los neumáticos, esto puede derivar en que aparezca humo, e incluso que se derritan. Por eso los mejores neumáticos para drifting están hechos de material que ofrece una alta resistencia al calor.

## Fabricantes de neumáticos para drifting
Estas son algunas de las marcas que fabrican neumáticos para drifting:
- Falken: Sus neumáticos tienen un patrón en la banda de rodadura que ofrece una alta resistencia al desgaste. Los perfiles más populares entre otros los RT615 y RT615 K+
- Federal: Estos neumáticos presentan un agarre firme y una alta estabilidad porque los laterales son firmes y rígidos. Los diseños de la banda de rodadura presentan habitualmente una forma de V. El mejor perfil para drifting es 595 RS-RR
- Nexen: Sus neumáticos para drifting tienen un nervio central fuerte que ofrece una gran durabilidad, ranuras lineales y anchas, con cortes profundos.
- Dunlop: Han sido diseñados con patrones en las bandas de rodadura que aseguran seguridad en el agarre. Están fabricados con material resistente al desgaste.